# Музей гражданской полиции штата Рио-де-Жанейро

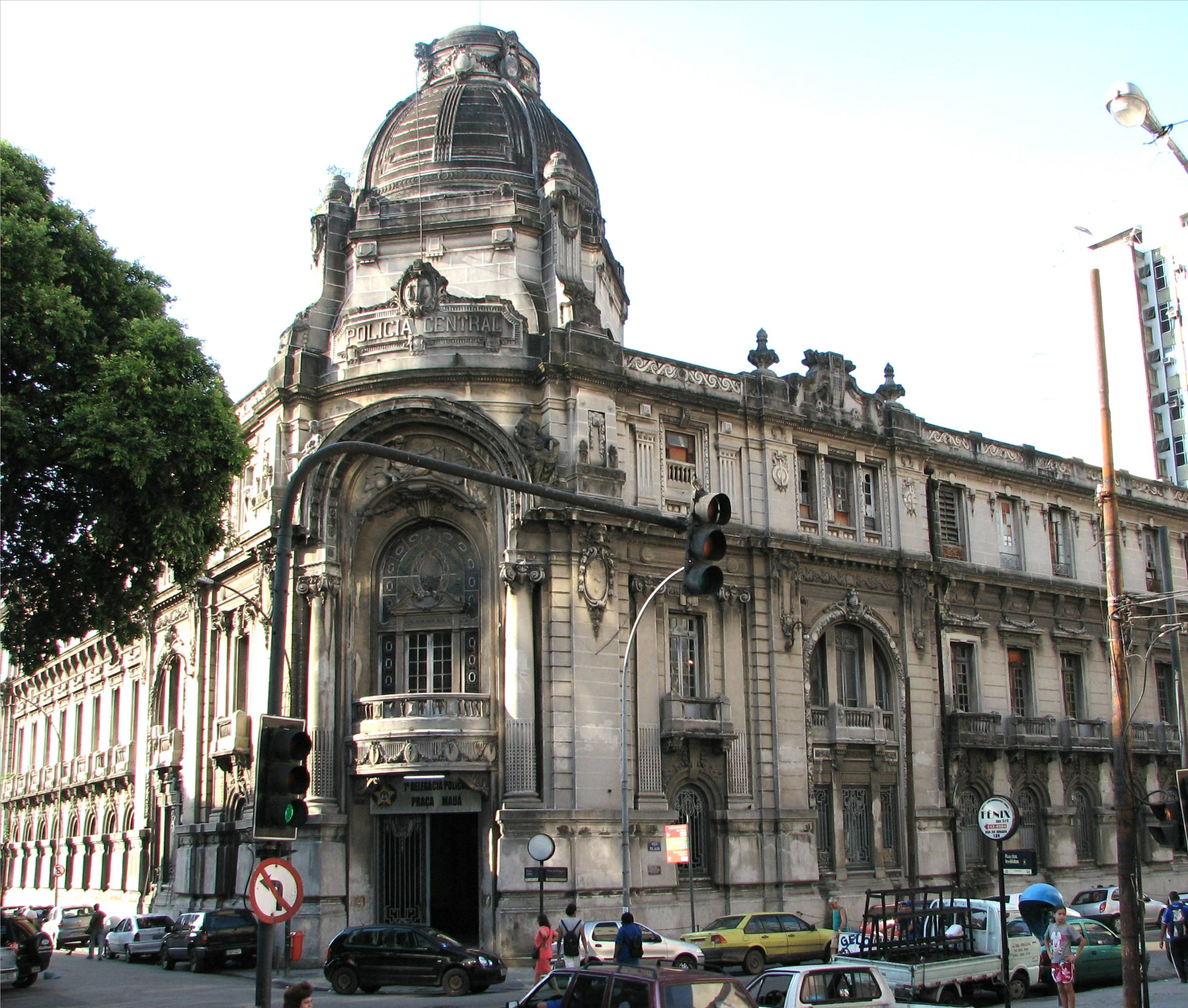
Музей полиции

Музей гражданской полиции штата Рио-де-Жанейро (порт. Museu da Polícia Civil do Estado do Rio de Janeiro) — музей в городе Рио-де-Жанейро (Бразилия). Он организует и поддерживает постоянные и временные экспозиции документов и предметов, отображающих деятельность гражданской полиции на всём протяжении истории Рио-де-Жанейро, начиная с колониальных времён. 
Музей был основан в 1912 году и обосновался в здании в стиле французской эклектики по проекту известного архитектора Эйтора ди Меллу. Музей фигурирует в списках Государственного института культурного наследия — INEPAC с 1987 года.
Сегодня коллекция музея делится на следующие разделы: учреждение полиции и её история, полицейские в форме полиции бывшей федеральной столицы, техническая полиция, исчезнувшая политическая полиция, первые средства связи, запрещённые азартные игры и вооружения. Он также содержит важную этнографическую коллекцию по афро-бразильским культам с начала XX века, связанную с историей полиции через статью 157 тогдашнего уголовного кодекса, предусматривающую наказание за спиритизм, магию и заклинания.
Музей зарегистрирован согласно Международному совету музеев как бразильский научный музей.